# 11:11 World Tour
A 11:11 World Tour é a turnê mundial da cantor colombiano Maluma, em apoio ao seu quarto álbum de estúdio, 11:11 (2019). A turnê começou em Lima em 09 de maio de 2019 e está programada para terminar em 17 de julho de 2021, em Chiclana de la Frontera.

## Antecedentes
Logo após sua recuperação de sua cirurgia no joelho, o cantor de 26 anos de idade, anunciou que vai subir ao palco neste outono para sua 11:11 World Tour. "Esta será minha terceira turnê na América do Norte e eu venho com um novo espetáculo cheio de surpresas", disse o cantor da música Mala Mia em um comunicado pela revista Billboard dos Estados Unidos. A turnê do 11:11,  que leva o nome de seu próximo álbum de estúdio, vai parar em 21 cidades dos Estados Unidos, Canadá e Porto Rico. O mais recente show do Maluma será na cidade de San Diego na Califórnia, no dia 6 de setembro. Por dois meses, o cantor vai se apresentar em grandes locais nos Estados Unidos, incluindo a arena Madison Square Garden na cidade de Nova York, a Arena American Airlines na cidade de Miami e o The Forum na cidade de Los Angeles. A última turnê do cantor de Corázon começará oito meses depois que ele foi submetido a uma cirurgia no joelho. Em janeiro, o superastro colombiano revelou que ele teve que fazer a operação para reparar os ligamentos que foram rasgados durante a corrida de 2018 FAME Tour. Em janeiro, o superstar falou sobre o seu desejo de voltar ao palco para os seus fãs. "Estou trabalhando e tentando melhorar a cada dia", ele compartilhou.
Ele comentou: "Eu tenho meus projetos. Eu tenho meu próximo single. Eu vou fazer uma turnê pela América do Norte. Agora que estou me recuperando, quero voltar ao jogo o mais rápido possível, porque sinto falta de cantar e estar no palco". O músico já está começando a tocar e preparar novas músicas para seus fãs.

## Setlist
Este é o setlist do show no Parque de Exposição em Lima, Peru, em 9 de maio de 2019. Ele não representa todos os shows durante a turnê
1. Mala Mia
2. Corazón
3. Chantaje
4. Borró Cassette
5. Amigos com Derechos
6. Créeme
7. Marinero
8. Cuatro Babys
9. Me Llamas
10. Bella
11. La Luz
12. HP
13. El Préstamo
14. Medellín
15. La Temperatura
16. Carnaval
17. Felices los 4

Maluma fez duetos com convidados musicais em algumas datas da turnê.
- 10 de maio de 2019 - Santiago: "Sim ou Não" com Anitta[3]
- 3 de agosto de 2019 - Medellín: "Me llamas" com Piso 21 e "Vivo Pensando en Ti" com Felipe Peláez[4]
- 8 de setembro de 2019 - Inglewood: "The Time (Dirty Bit)" "Where Is the Love?" e "I Gotta Feeling" com The Black Eyed Peas e "Arms Around You" e "Sunflower" com Swae Lee[5]
- 4 de outubro de 2019 - Nova York: "No me ames" com Jennifer Lopez[6]
- 11 de outubro de 2019 - Miami: "Vivir Bailando" com Silvestre Dangond[7]

## Datas
| Data                      | Cidade                 | País                   | Local                                  | Artistas de Abertura | Comparecimento | Receita        |
| América do Sul            | América do Sul         | América do Sul         | América do Sul                         | América do Sul       | América do Sul | América do Sul |
| ------------------------- | ---------------------- | ---------------------- | -------------------------------------- | -------------------- | -------------- | -------------- |
| 9 de maio de 2019         | Lima                   | Peru                   | Parque de la Exposición                | Leslie Shaw          | —              | —              |
| 10 de maio de 2019        | Santiago               | Chile                  | Movistar Arena                         | Anitta               | —              | —              |
| 11 de maio de 2019        | Mostazal               | Chile                  | Gran Arena Monticello                  | —                    | —              | —              |
| América do Norte          |                        |                        |                                        |                      |                |                |
| 23 de maio de 2019        | Cidade do México       | México                 | Auditorio Nacional                     | —                    | —              | —              |
| 25 de maio de 2019        | Cidade do México       | México                 | Auditorio Nacional                     | —                    | —              | —              |
| 29 de maio de 2019        | Zapopan                | México                 | Auditorio Telmex                       | —                    | —              | —              |
| 30 de maio de 2019        | Zapopan                | México                 | Auditorio Telmex                       | —                    | —              | —              |
| 31 de maio de 2019        | Querétaro              | México                 | Plaza de Toros Santa María             | —                    | —              | —              |
| 1 de junho de 2019        | Morelia                | México                 | Estadio de Béisbol Francisco Villa     | —                    | —              | —              |
| 6 de junho de 2019        | Torreón                | México                 | Coliseo Centenario                     | —                    | —              | —              |
| 7 de junho de 2019        | Monterrey              | México                 | Auditorio citiBanamex                  | —                    | —              | —              |
| Europa                    |                        |                        |                                        |                      |                |                |
| 21 de junho de 2019       | Lisboa                 | Portugal               | Altice Arena                           | —                    | —              | —              |
| 23 de junho de 2019       | Budapeste              | Hungria                | Papp László Budapest Sportaréna        | —                    | —              | —              |
| 25 de junho de 2019       | Praga                  | República Checa        | Forum Karlín                           | —                    | —              | —              |
| 27 de junho de 2019       | Gdansk                 | Polónia                | Ergo Arena                             | —                    | —              | —              |
| África                    |                        |                        |                                        |                      |                |                |
| 29 de junho de 2019[A]    | Rabat                  | Marrocos               | OLM Souissi                            | Karol G              | —              | —              |
| Europa                    |                        |                        |                                        |                      |                |                |
| 1 de julho de 2019        | Cagliari               | Itália                 | Fiera di Cagliari                      | —                    | —              | —              |
| 4 de julho de 2019        | Ibiza                  | Espanha                | Privilege                              | —                    | —              | —              |
| 6 de julho de 2019        | Las Palmas             | Espanha                | Gran Canaria Arena                     | —                    | —              | —              |
| 8 de julho de 2019        | Kiev                   | Ucrânia                | Palats Sportu                          | —                    | —              | —              |
| 10 de julho de 2019       | Sófia                  | Bulgária               | Arena Armeec                           | —                    | —              | —              |
| 12 de julho de 2019[B]    | Calella de Palafrugell | Espanha                | Jardí Botànic de Cap Roig              | —                    | —              | —              |
| 13 de julho de 2019[C]    | Marbella               | Espanha                | La Cantera de Nagüeles                 | —                    | —              | —              |
| América Latina            |                        |                        |                                        |                      |                |                |
| 19 de julho de 2019[D]    | Durango                | México                 | Velaria de la FENADU                   | —                    | —              | —              |
| 3 de agosto de 2019[E]    | Medellín               | Colômbia               | Estádio Atanasio Girardot              | —                    | —              | —              |
| 8 de agosto de 2019       | Guayaquil              | Equador                | Estádio Monumental Isidro Romero Carbo | —                    | —              | —              |
| América do Norte          |                        |                        |                                        |                      |                |                |
| 6 de setembro de 2019     | San Diego              | Estados Unidos         | Pechanga Arena                         | —                    | —              | —              |
| 7 de setembro de 2019     | Inglewood              | Estados Unidos         | The Forum                              | —                    | —              | —              |
| 8 de setembro de 2019     | Inglewood              | Estados Unidos         | The Forum                              | —                    | —              | —              |
| 12 de setembro de 2019    | Seattle                | Estados Unidos         | WaMu Theater                           | —                    | —              | —              |
| 14 de setembro de 2019    | Las Vegas              | Estados Unidos         | Mandalay Bay Events Center             | —                    | —              | —              |
| 15 de setembro de 2019    | San Jose               | Estados Unidos         | SAP Center                             | —                    | —              | —              |
| 19 de setembro de 2019    | Laredo                 | Estados Unidos         | Sames Auto Arena                       | —                    | —              | —              |
| 21 de setembro de 2019    | Phoenix                | Estados Unidos         | Talking Stick Resort Arena             | —                    | —              | —              |
| 22 de setembro de 2019    | El Paso                | Estados Unidos         | Don Haskins Center                     | —                    | —              | —              |
| 26 de setembro de 2019    | Edinburg               | Estados Unidos         | Bert Ogden Arena                       | —                    | —              | —              |
| 27 de setembro de 2019    | Houston                | Estados Unidos         | Toyota Center                          | —                    | —              | —              |
| 28 de setembro de 2019    | San Antonio            | Estados Unidos         | AT&T Center                            | —                    | —              | —              |
| 29 de setembro de 2019    | Dallas                 | Estados Unidos         | American Airlines Center               | —                    | —              | —              |
| 3 de outubro de 2019      | Boston                 | Estados Unidos         | Agganis Arena                          | —                    | —              | —              |
| 4 de outubro de 2019      | Nova York              | Estados Unidos         | Madison Square Garden                  | —                    | —              | —              |
| 6 de outubro de 2019      | Brampton               | Canadá                 | CAA Centre                             | —                    | —              | —              |
| 10 de outubro de 2019     | Orlando                | Estados Unidos         | Amway Center                           | —                    | —              | —              |
| 11 de outubro de 2019     | Miami                  | Estados Unidos         | AmericanAirlines Arena                 | —                    | —              | —              |
| 13 de outubro de 2019     | Fairfax                | Estados Unidos         | EagleBank Arena                        | —                    | —              | —              |
| 18 de outubro de 2019     | Rosemont               | Estados Unidos         | Allstate Arena                         | —                    | —              | —              |
| 20 de outubro de 2019     | Denver                 | Estados Unidos         | Pepsi Center                           | —                    | —              | —              |
| 9 de novembro de 2019     | San Juan               | Porto Rico             | Coliseo José Miguel Agrelot            | —                    | —              | —              |
| Ásia                      |                        |                        |                                        |                      |                |                |
| 23 de novembro de 2019[F] | Riyadh                 | Arábia Saudita         | Riyadh Street Circuit                  | —                    | —              | —              |
| América do Norte          |                        |                        |                                        |                      |                |                |
| 28 de novembro de 2019    | Mérida                 | México                 | Foro GNP Seguros                       | —                    | —              | —              |
| 30 de novembro de 2019[G] | San José del Cabo      | México                 | Club Campestre San José                | —                    | —              | —              |
| 5 de dezembro de 2019     | Monterrey              | México                 | Auditorio citiBanamex                  | —                    | —              | —              |
| 7 de dezembro de 2019     | Zapopan                | México                 | Auditorio Telmex                       | —                    | —              | —              |
| 12 de dezembro de 2019    | Puebla                 | México                 | Auditorio GNP Seguros                  | —                    | —              | —              |
| 13 de dezembro de 2019    | Cidade do Mexico       | México                 | Auditorio Nacional                     | —                    | —              | —              |
| 14 de dezembro de 2019    | Cidade do Mexico       | México                 | Auditorio Nacional                     | —                    | —              | —              |
| Ásia                      |                        |                        |                                        |                      |                |                |
| 16 de dezembro de 2019    | Doha                   | Catar                  | Doha Exhibition and Convention Center  | —                    | —              | —              |
| América Central           |                        |                        |                                        |                      |                |                |
| 20 de dezembro de 2019[H] | Punta Cana             | República Dominicana   | Playa Juanillo                         | —                    | —              | —              |
| Ásia                      |                        |                        |                                        |                      |                |                |
| 14 de fevereiro de 2020   | Dubai                  | Emirados Árabes Unidos | Coca-Cola Arena                        | —                    | —              | —              |
| Europa                    |                        |                        |                                        |                      |                |                |
| 19 de fevereiro de 2020   | Helsinki               | Finlândia              | Hartwall Arena                         | —                    | —              | —              |
| 21 de fevereiro de 2020   | Oslo                   | Noruega                | Telenor Arena                          | —                    | —              | —              |
| 22 de fevereiro de 2020   | Estocolmo              | Suécia                 | Ericsson Globe                         | —                    | —              | —              |
| 26 de fevereiro de 2020   | Bratislava             | Eslováquia             | Zimný štadión Ondreja Nepelu           | —                    | —              | —              |
| 27 de fevereiro de 2020   | Praga                  | República Checa        | O2 Arena                               | —                    | —              | —              |
| 28 de fevereiro de 2020   | Cracóvia               | Polônia                | Tauron Arena                           | —                    | —              | —              |
| 1 de março de 2020        | Liubliana              | Eslovênia              | Arena Stožice                          | —                    | —              | —              |
| 3 de março de 2020        | Munique                | Alemanha               | Olympiahalle                           | —                    | —              | —              |
| 5 de março de 2020        | Stuttgart              | Alemanha               | Hanns-Martin-Schleyer-Halle            | —                    | —              | —              |

- A Parte do "Festival Mawazine".[9]
- B Parte do "Festival de Cap Roig".[10]
- C Parte do "Starlite Festival".[11]
- D Parte da "Feria Nacional de Durango".[12]
- E Parte do "Super Concierto Feria de las Flores".[13]
- F Parte do "Ad Diriyah E-Prix".[15]
- G Parte do "Festival Sabor a Cabo".[17]
- H Parte do "Paradise Music Festival".[19]
- I Parte do "Concert Music Festival".[22]
- J Parte do "Trapeton Summer Bash".
- K Este concerto faria parte do "MEO Marés Vivas".[23]

### Shows cancelados
| Data                   | Cidade            | País     | Local                              |
| ---------------------- | ----------------- | -------- | ---------------------------------- |
| 30 de novembro de 2019 | Morelia           | México   | Estadio de Béisbol Francisco Villa |
| 6 de fevereiro de 2020 | Lima              | Peru     | Estadio Nacional                   |
| 4 de abril de 2020     | Istambul          | Turquia  | Ülker Sports Arena                 |
| 19 de julho de 2020[K] | Vila Nova de Gaia | Portugal | Parque Eco do Cabedelo             |
| 23 de setembro de 2020 | Thessaloniki      | Grécia   | PAOK Sports Arena                  |